# Karl von Bauer (General, 1816)
Karl Friedrich Bauer, seit 1882 von Bauer (* 26. Mai 1816 in Kassel; † 21. April 1896 in Wiesbaden) war ein preußischer Generalmajor und Kommandant von Straßburg.

## Leben

### Herkunft
Karl war ein Sohn des kurhessischen Generalleutnants Philipp Bauer (1775–1851) und dessen Ehefrau Henriette, geborene von Lengerke (1790–1875). Seine Brüder Wilhelm (1819–1890) und Georg (1823–1903) wurden ebenfalls preußische Generalmajore.

### Militärkarriere
Bauer besuchte das Kadettenhaus in Kassel und wurde am 21. August 1835 als Portepeefähnrich dem 2. Infanterie-Regiment „Prins Solm“ der Kurhessischen Armee überwiesen. Unter Beförderung zum Sekondeleutnant wurde er Ende September 1835 zunächst in das 1. (Leib)Infanterie-Regiment und Ende Juni 1837 in das Leib-Garde-Regiment versetzt. Von Anfang Mai 1843 bis Anfang April 1849 war Bauer Adjutant des II. Bataillons und stieg dann Mitte des Monats zum Premierleutnant auf. Mit der Beförderung zum Hauptmann wurde er am 29. November 1853 seinem Regiment aggregiert und als Platzmajor von Kassel kommandiert. Nach einer kurzen Kommandierung zur Dienstleistung bei Kurfürst Friedrich Wilhelm I. war Bauer wieder als Platzmajor in Kassel tätig und kehrte Ende 30. März 1857 mit der Ernennung zum Kompaniechef im Leib-Garde-Regiment in den Truppendienst zurück. Unter Stellung à la suite seines Regiments war er von Ende Juni 1857 bis Mitte März 1859 erneut als Platzmajor in Kassel kommandiert. Mitte August 1864 erfolgte seine Beförderung zum Major sowie Ende Dezember des Folgejahres die Ernennung zum Kommandeur des I. Bataillons.
Nach dem verlorenen Krieg gegen Preußen und der Annexion des Kurfürstentums trat Bauer am 30. Oktober 1866 in die Preußische Armee über, wurde als Kommandeur des II. Bataillons im 5. Westfälischen Infanterie-Regiment Nr. 53 angestellt und stieg Ende März 1868 zum Oberstleutnant auf. Bei der Mobilmachung anlässlich des Krieges gegen Frankreich wurde Bauer am 18. Juli 1870 Kommandeur des Landwehr-Besatzungs-Regiments in Wesel. Während der Belagerung von Metz übernahm er am 26. September 1870 das Kommando über das 1. kombinierte Posensche Landwehr-Regiment. Ab dem 11. Januar 1871 war er Kommandeur des rechten Abschnitts der Belagerungstruppen vor Longwy. Bauer avancierte kurz darauf zum Oberst und wurde nach dem Fall der Stadt und Festung zum Kommandanten ernannt. Ausgezeichnet mit dem Eisernen Kreuz II. Klasse wurde er am 25. März 1871 zu den Offizieren von der Armee versetzt und am 20. Juni 1871 zum Kommandeur des 3. Rheinischen Infanterie-Regiments Nr. 29 ernannt. Unter Stellung à la suite seines Regiments wurde Bauer am 12. November 1874 zum Kommandanten von Diedenhofen ernannt. Daran schloss sich am 12. Januar 1875 eine Verwendung als Kommandant von Straßburg an. In dieser Stellung erhielt er fünf Tage später den Charakter als Generalmajor und Anfang Mai 1877 den Roten Adlerorden II. Klasse mit Eichenlaub. Unter Verleihung des Kronen-Ordens II. Klasse mit Stern wurde er am 13. Januar 1881 mit Pension zur Disposition gestellt.
Nach seiner Verabschiedung erhob ihn Kaiser Wilhelm I. am 7. Juni 1882 in den erblichen preußischen Adelstand.

### Familie
Bauer verheiratete sich am 15. Mai 1849 in Kassel mit Sophie Freiin Treusch von Buttlar-Brandenfels (1820–1887). Aus der Ehe gingen folgende Kinder hervor:
- Elsbeth (* 1850) ⚭ 1870 Bodo von Plato (1841–1903), preußischer Oberst z. D.[1]
- Karoline (1851–1936) ⚭ 1873 Adolf Pagenstecher (1846–1900), preußischer Generalmajor
- August (* 1854), preußischer Oberstleutnant ⚭ 1887 Marie Eberhardt (* 1860)